# Mešana artilerijska brigada (Vojska Srbije)
Mešana artilerijska brigada  je artilerijska brigada, ki deluje v okviru Kopenske vojske Oboroženih sil Srbije.

## Zgodovina
Brigada je bila ustanovljena septembra 2007 z reorganizacijo 203. mešane artilerijske brigade in Mešane artilerijske divizije.

## Sestava
- Poveljstvo
- Poveljniški bataljon
- Mešani artilerijski raketni bataljon
- 1. havbnično-topniški artilerijski bataljon
- 2. havbnično-topniški artilerijski bataljon
- 3. havbnično-topniški artilerijski bataljon
- Logistični bataljon